# Patrick Süskind
Patrick Süskind (Ambach, Baviera, 26 de marzo de 1949) es un escritor y guionista de cine alemán. Es famoso por ser el autor de la novela El Perfume, publicada en 1985.

## Biografía
Süskind realizó sus estudios de Historia medieval y Moderna en la Universidad de Múnich y en Aix-en-Provence entre 1968-1974. En la década de 1980 trabajó como guionista de tiempo en el periódico alemán Süddeutsche Zeitung. Su hermano mayor fue Martin E. Süskind.
Su primera obra fue un monólogo teatral titulado El contrabajo, estrenado en Múnich en 1981, que en la temporada 1984/85 ofreció 500 representaciones, convirtiéndose así en la pieza de teatro de idioma alemán con mayor duración en cartel y es hoy en día continuamente repuesta en teatros alemanes e internacionales. Pero su éxito llegó con su novela El Perfume (1985), que fue traducida a 46 lenguas, entre ellas el latín, rápidamente convertida en un superventas con aproximadamente 15 millones de ejemplares vendidos y convertida en éxito cinematográfico del año 2006 por el director Tom Tykwer, después de que, tras 15 años de arduas negociaciones, Constantin Film asumiera los derechos y costes de desarrollo (aproximadamente 10 millones de euros). Otras obras suyas son: La paloma (1988), La historia del señor Sommer (1991), Un Combate y otros relatos (1996).
Süskind rara vez concede entrevistas, no aparece en público y ha rechazado varios reconocimientos, como los premios de literatura Gutenberg, Tukan y FAZ. Tampoco acudió al estreno internacional de la versión cinematográfica de El Perfume en Múnich. Existen muy pocas fotografías suyas, aunque en la película para televisión Monaco Franze hace un pequeño cameo en el noveno episodio. Debido a que rara vez concede entrevistas, no se sabe mucho de su vida personal. Actualmente vive una vida aislada al lado del lago Starnberger, en su ciudad natal.

## Obras
- El contrabajo, 1981, ISBN 3-257-23000-1
- El perfume, 1985, ISBN 3-257-22800-7
- La paloma 1987, ISBN 3-257-21846-X
- La historia del señor Sommer, 1991, ISBN 3-257-22664-0
- Tres historias y una consideración
- Un Combate y otros relatos, 1996, ISBN 3-257-70008-3 (Nueva edición 2005: ISBN 3-257-23468-6)
- Sobre el Amor y la Muerte, 2006, ISBN 3-257-23589-5

## Guiones
- La más normal locura, 1990, con Helmut Dietl
- Mónaco Franze, 1982, con Helmut Dietl
- Kir Royal, 1986, con Helmut Dietl
- Rossini – o la pregunta asesina, quién duerme con quién, 1997, con Helmut Dietl
- De la Búsqueda y Encuentro del Amor, 2005, con Helmut Dietl
- La muchacha de rojo, 2005